# 도너번 프랭컨라이터
도너번 프랭컨라이터(영어: Donavon Frankenreiter, 1972년 12월 10일 ~ )는 미국의 서퍼, 싱어송라이터이다.